# Geertgen tot Sint Jans

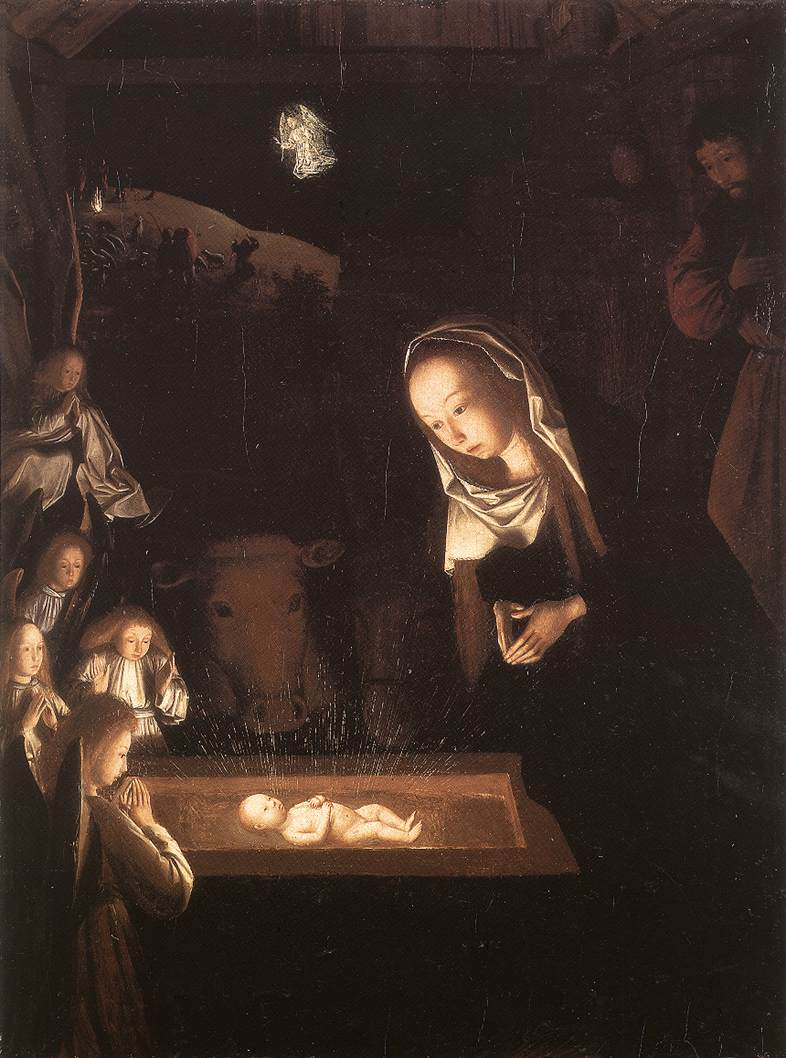
"Tillbedjan av Jesusbarnet" (målad av Sint Jans 1484-1490, numera bevarad på National Gallery i London).

Geertgen tot Sint Jans, född cirka 1465 i Leiden, död 1490 i Haarlem, var nederländsk konstnär. Geertgens tillnamn syftar på det johanniterkloster i Haarlem, där han bodde till sin död.
Geertgen, som till en början var elev till Albert van Ouwater, är dåligt dokumenterad. Två verk, Kristi begråtande (se bild) och Legenden om Johannes Döparens kvarlevor är nästan säkert hans, och hans underligt verkningsfulla, om än naiva och släta, äggformade huvuden har hittats i ett flertal målningar, däribland den upprörande Smärtomannen och Tillbedjan av Jesusbarnet, en liten, mästerligt belyst scen med mystisk intensitet.

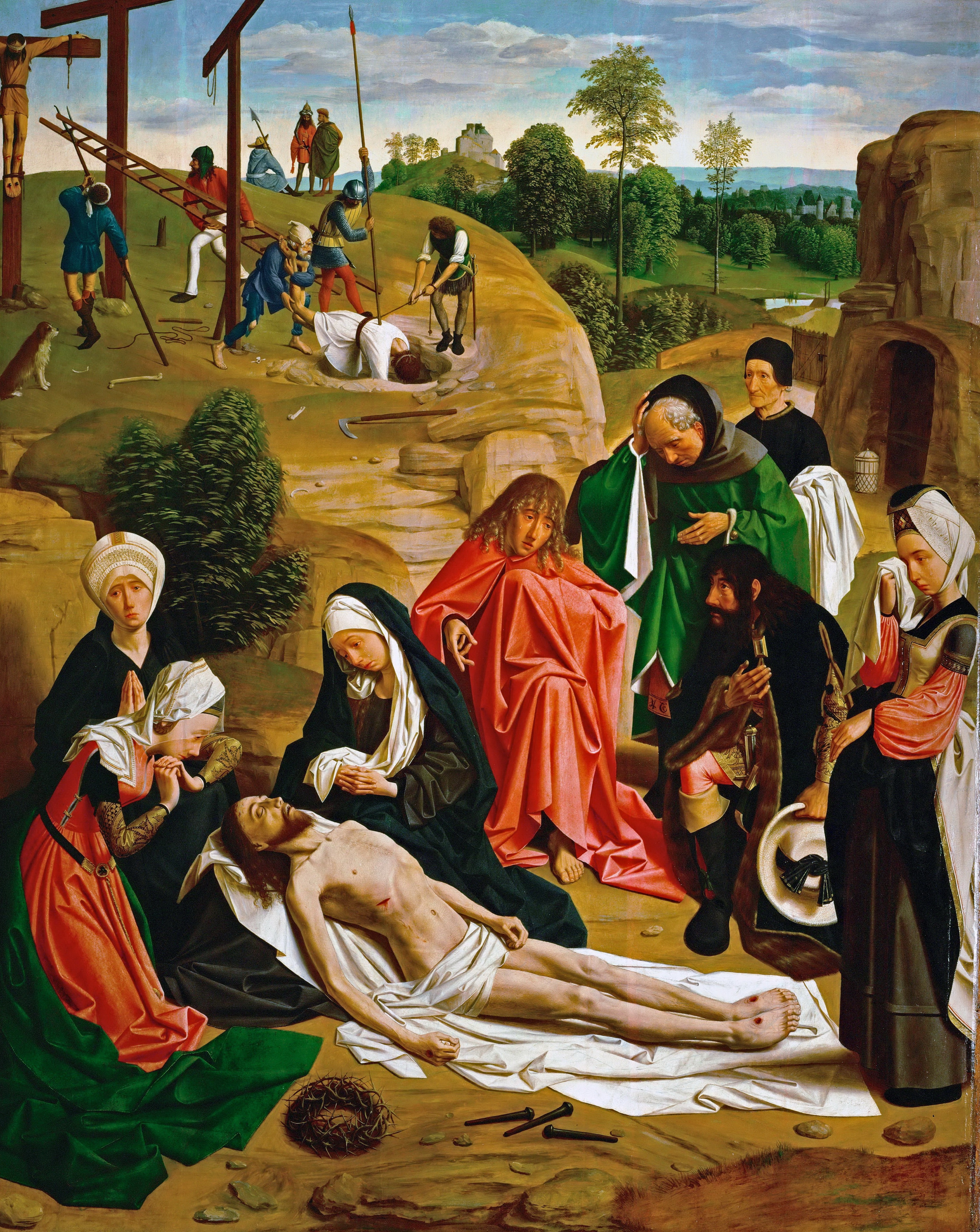
Geertgen tot Sint Jans - "Kristi begråtande" (1485-1490). Kunsthistorisches Museum, Wien.